# (11388) 1998 VU4
(11388) 1998 VU4 est un objet de la ceinture principale extérieure de 24,603 km de diamètre découvert en 1998.

## Description
(11388) 1998 VU4 a été découvert le 11 novembre 1998 à l'observatoire d'Ondřejov, situé près du village de Ondřejov, à environ 35 km au sud-est de Prague (République tchèque), par Lenka Šarounová.

### Caractéristiques orbitales
L'orbite de cet astéroïde est caractérisée par un demi-grand axe de 3,95 UA, un périhélie de 3,49 UA, une excentricité de 0,12 et une inclinaison de 8,21° par rapport à l'écliptique. Du fait de ces caractéristiques, à savoir un demi-grand axe entre 3,2 et 4,6 UA, il est classé, selon la JPL Small-Body Database, comme objet de la ceinture principale extérieure.

### Caractéristiques physiques
(11388) 1998 VU4 a une magnitude absolue (H) de 11,1 et un albédo estimé à 0,088, ce qui permet de calculer un diamètre de 24,603 km. Ces résultats ont été obtenus grâce aux observations du Wide-field Infrared Survey Explorer (WISE), un télescope spatial américain mis en orbite en 2009 et observant l'ensemble du ciel dans l'infrarouge, et publiés en 2012 dans un article regroupant les caractéristiques de 1 023 astéroïdes du groupe de Hilda.